# Cayo Hicacal
Cayo Hicacal är en ö i Kuba.   Den ligger i provinsen Provincia de Villa Clara, i den nordvästra delen av landet, 240 km öster om huvudstaden Havanna.